# Leptogenys foreli
Leptogenys foreli é uma espécie de formiga do gênero Leptogenys, pertencente à subfamília Ponerinae.